# Dendrochirotacea
Sous-classe
Les Dendrochirotacea sont une sous-classe d'holothuries (concombres de mer). Cette sous-classe est considérée comme invalide par le WoRMS.

## Liste des ordres
- ordre des Dactylochirotida Pawson & Fell, 1965
- ordre des Dendrochirotida Grube, 1840